# Confédération nigérienne du travail
Pour les articles homonymes, voir CNT.
La Confédération nigérienne du travail (CNT), est une confédération syndicale nigerienne fondée en 1996. Elle est affiliée à la Confédération syndicale internationale (CSI). 

## Histoire
La CNT est fondée en 1996 par le rassemblement de 5 organisations. Le 5e congrès de la CNT s'est tenu le 11 novembre 2021.

## Organisations affiliées
- Syndicat national des agents de la santé et de l'action sociale (SYNASAS)
- Syndicat national de l’industrie et du secteur de l’eau au Niger (SINISEN)
- Syndicat national des conducteurs d'engins lourds (SYNACEL)
- Syndicat national des travailleurs du fonds d’entretien routier (SYNTRAFER)
- Syndicat national des agents contractuels et fonctionnaires de l'éducation de base (SYNACEB)

## Dirigeants
- Seybou Issou
- Mamadou Sako